# ادوارد لورنتس
ادوارد نورتون لورنتس (به انگلیسی: Edward Norton Lorenz) (تولد: ۲۳ می۱۹۱۷، درگذشت: ۱۶ آوریل ۲۰۰۸) ریاضیدان و هواشناس آمریکایی بود. او یکی از پیشگامان نظریه آشوب و مبدع عبارت اثر پروانه‌ای می‌باشد. وی عبارت اثر پروانه‌ای را اولین بار در سال ۱۹۷۲ و با مقاله‌ای با عنوان "آیا بال‌زدن پروانه‌ای در برزیل می‌تواند باعث ایجاد تندباد در تگزاس شود؟" مطرح کرد. بر اساس این نظریه، تغییری کوچک مانند بال زدن یک پروانه در یک سیستم آشوب‌ناک چون جو زمین، می‌تواند باعث تغییرات شدید و حتی وقوع توفان در مکانی دیگر در آینده شود.